# آی‌پد ایر (نسل سوم)
آی پد ایر (نسل سوم) (که در اصطلاح عامیانه به آن آی پد ایر ۳ گفته می‌شود) رایانه لوحی است که توسط اپل طراحی، توسعه و به بازار عرضه شده‌است. در تاریخ ۱۸ مارس ۲۰۱۹ در کنار نسل پنجم آیپد مینی اعلام شد. این دستگاه ظاهری شبیه به آی پد ایر ۲ را دارد، اما از یک تراشه به روز شده Apple A12 Bionic، نمایشگر بزرگتر ۱۰/۵ اینچی رِتینا، پشتیبانی از اپل پنسل (نسل اول)، بلوتوث ۵/۰ و حافظه سریع بهره می‌برد.

## امکانات

### سخت‌افزار
نسل سوم آیپد ایر دارای یک دوربین جلو ۷ مگاپیکسلی به روز شده (که ابتدا در آیفون ۷ و تا آیفون XS استفاده شده) در مقایسه با دوربین ۱/۲ مگاپیکسلی موجود در نسل قبلی است. با این حال، همان دوربین عقب قدیمی و ۸ مگاپیکسلی را حفظ می‌کند.

### نرم‌افزار
نسل سوم آی پد ایر برای اولین بار با آی او اس ۱۲ را بازار عرضه شد. در سپتامبر ۲۰۱۹ به روزرسانی آی پد ۱۳ دریافت کرد. در سپتامبر ۲۰۲۰، نسل سوم آی پد ایر به عنوان یکی از دستگاه‌هایی که می‌تواند به آی پد او اس ۱۴ به روز شود، ذکر شد.